# Борисово (Ирдоматское сельское поселение)
Борисово — деревня в Череповецком районе Вологодской области.
Входит в состав Ирдоматского сельского поселения, с точки зрения административно-территориального деления — в Ирдоматский сельсовет.
Расстояние по автодороге до районного центра Череповца — 10 км, до центра муниципального образования Ирдоматки — 3 км. Ближайшие населённые пункты — Лапач, Баскаково, Циково.
По переписи 2002 года население — 38 человек (11 мужчин, 27 женщин). Всё население — русские.